# Hohenlohisch
El hohenlohisch és un dialecte del tipus fràncic oriental que es parla a la regió de Baden-Württemberg, a Alemanya. El nom Hohenlohisch ve de la dinastia aristocràtica de Hohenlohe Estat Imperial Dues branques de la família van ser anomenades a la posició de principalitats de l'Imperi Romà als anys 1744 i 1764, respectivament; l'any 1806 van perdre la seva independència i les seves terres varen esdevenir part dels regnes de Baviera (Hohenlohe-Schillingsfürst) i de Württemberg. En el moment de laConfederació del Rin l'any 1806, l'àrea de Hohenlohe era de 1760 km² i la seva població aproximada era de 108,000 habitants. Amb el pas del temps el dialecte va arribar a ser anomenat Hohenlohisch.

## Escriptors que utilitzen el dialecte
- Dramaturg i lletrista Gottlob Haag (1926-2008) de Wildentierbach, Niederstetten.

## Música en el dialecte
- Annweech[3]